# ثلاث واجهات لعمارة كائنة ب12 شارع الحبيب بورقيبة
ثلاث واجهات لعمارة كائنة ب12 شارع الحبيب بورقيبة  هو معلم أثري تونسي مصنف من قبل المعهد الوطني للتراث يقع في ولاية صفاقس في الجنوب الشرقي التونسي، تحديدا في مدينة صفاقس تم تصنيف المعلم في يوم 24 سبتمبر 2001.

## مقالات ذات صلة
- قائمة المعالم الأثرية المصنفة في تونس